# Cetariu
Cetariu é uma comuna romena localizada no distrito de Bihor, na região histórica da Crișana (parte da Transilvânia). A comuna possui uma área de 113.60 km² e sua população era de 2133 habitantes, segundo o censo de 2007.